# 1027 إيسكولبيا
1027 Aesculapia هو كويكب، يقع ضمن حزام الكويكبات. اكتشف في 11 نوفمبر 1923.

## روابط خارجية
- 1027 إيسكولبيا في قاعدة بيانات مختبر الدفع النفاث لأجرام النظام الشمسي الصغيرة

- الاكتشاف · مخطط المدار ·  العناصر المدارية · المعلمات المادية

- 1027 إيسكولبيا على موقع ويكي سكاي: DSS2, SDSS, GALEX, IRAS, Hydrogen α, X-Ray, Astrophoto, Sky Map, Articles and images